# Thugny-Trugny
Thugny-Trugny è un comune francese di 225 abitanti situato nel dipartimento delle Ardenne nella regione del Grand Est.

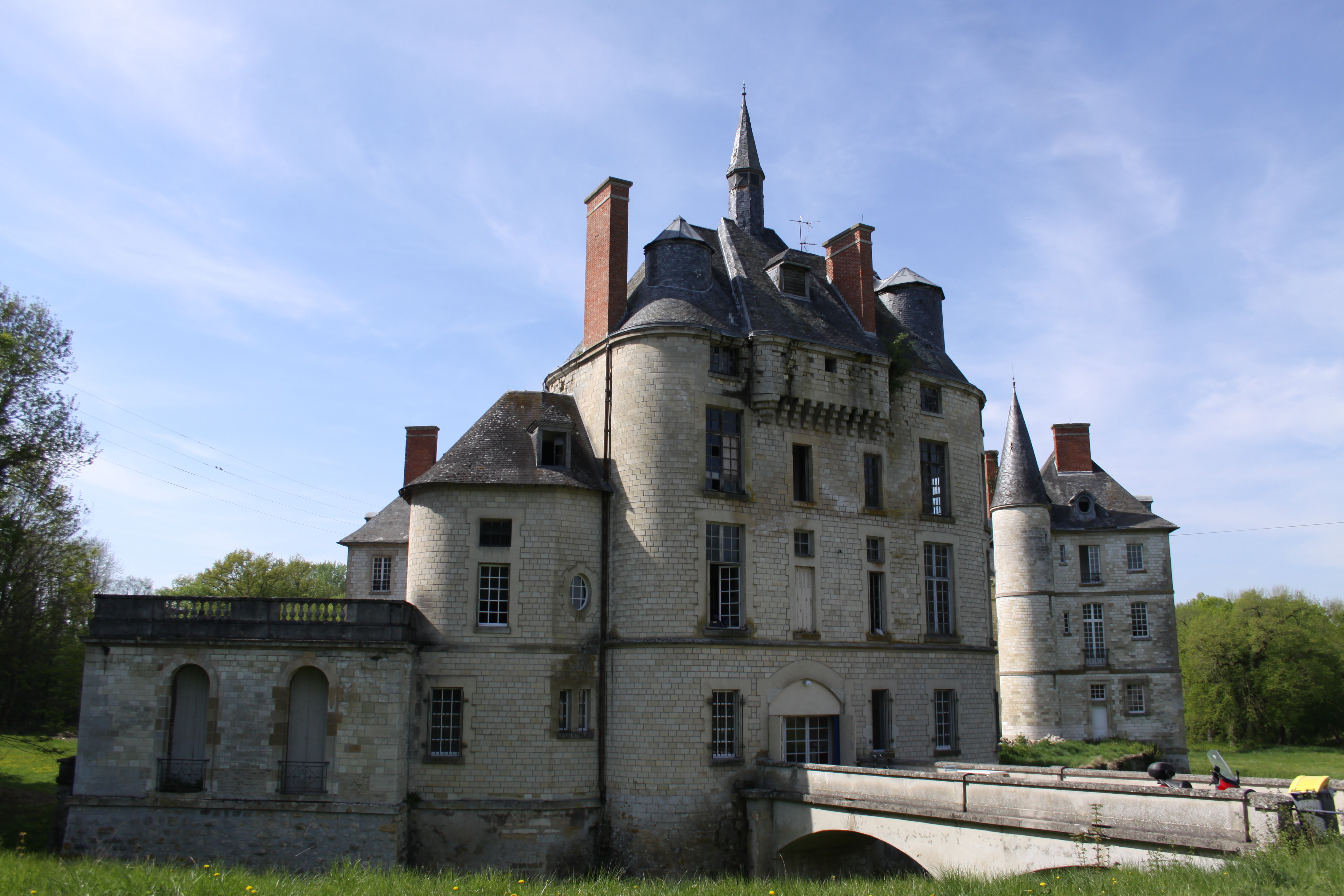
Castro.

## Società

### Evoluzione demografica
Abitanti censiti